# Polinezja

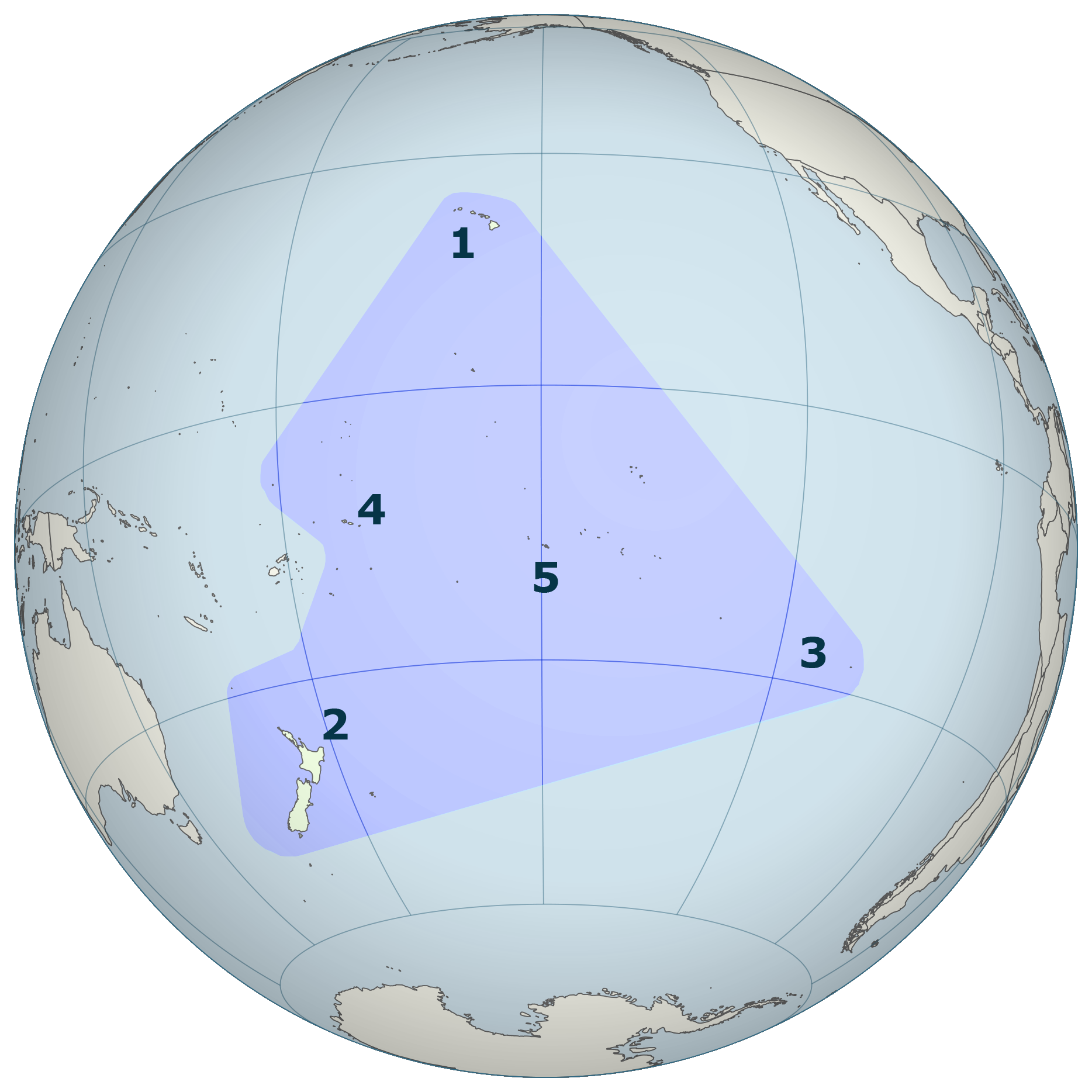
1. Hawaje; 2. Nowa Zelandia; 3. Wyspa Wielkanocna; 4. Samoa; 5. Tahiti (Polinezja Francuska)

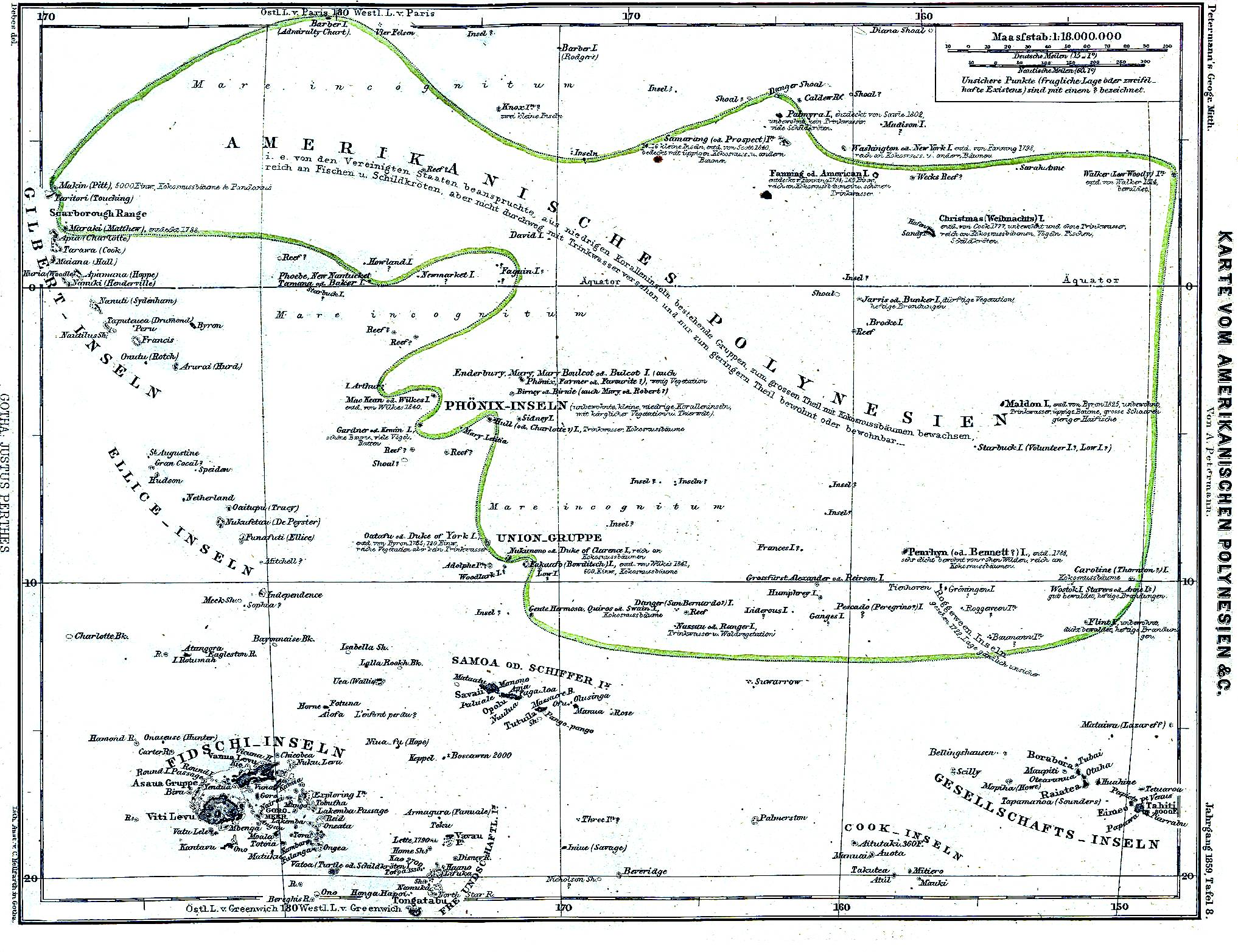
Polinezja amerykańska w 1859

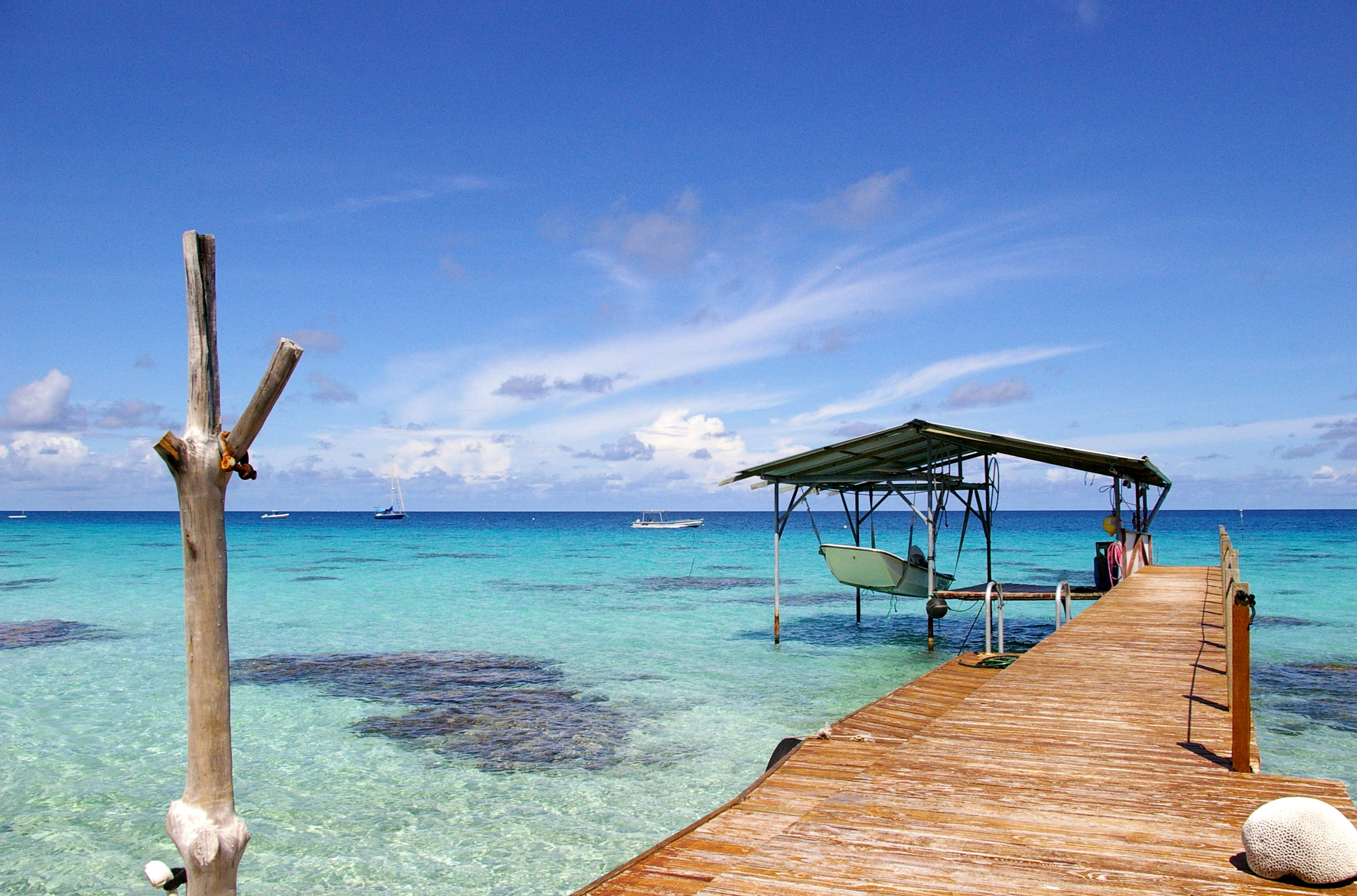
Laguna atolu Fakarava koło wsi Rotoava na wyspach Tuamotu

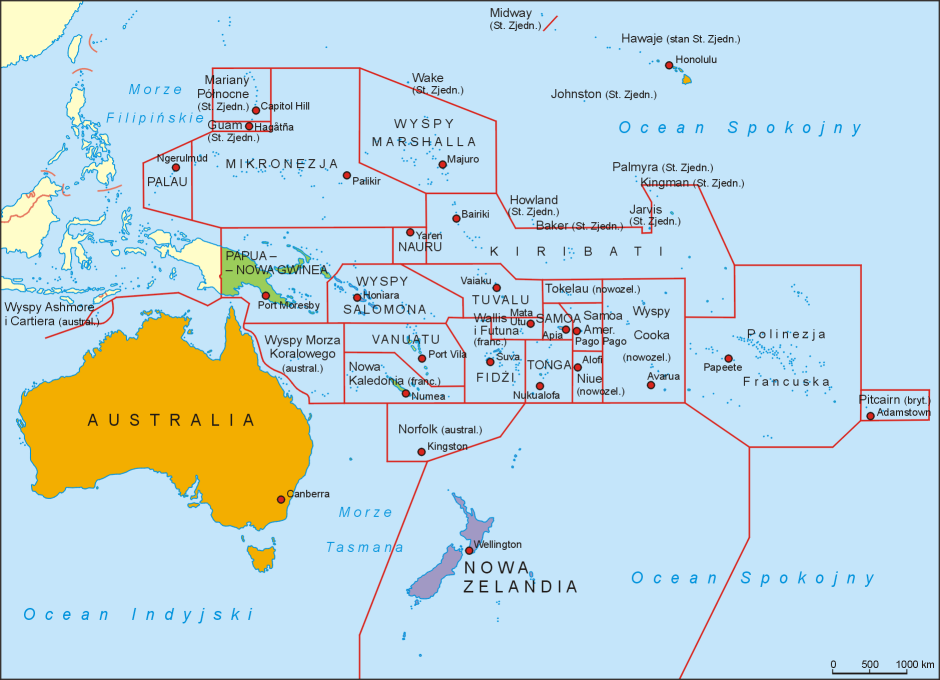
Mapa polityczna Oceanii

Polinezja (z stgr. πολύς polys „liczny” + νῆσος nesos „wyspa”) – wschodnia część Oceanii, położona w środkowej części Oceanu Spokojnego, po obu stronach równika i po obu stronach linii zmiany daty. Wyspy Polinezji są pochodzenia wulkanicznego lub koralowego. Klimat wysp jest gorący i wilgotny; porasta je bujna roślinność międzyzwrotnikowa.

## Etymologia
Polinezja – pierwszym, który użył tej nazwy był Portugalczyk Joāo de Barros w dziele As Decadas de Asia... 1552 do 1563. Rozumiał jednak przez to tylko wyspy Australazji, które istotnie były dla niego ogromnym obszarem „wielowyspia”.
Dopiero w 1810 geograf duńsko-francuski Conrad Malte-Brun wprowadził nazwę Oceania.
Ogólna powierzchnia wysp tej części Oceanii wynosi 25,8 tys. km², a zamieszkuje je blisko 1,7 mln osób (1993), z czego około połowa to rodowici Polinezyjczycy, posługujący się językami polinezyjskimi.

## Wyspy Polinezji
| Grupa wysp        | Powierzchnia w km² | Ludność w tys. | Główne miasto    |
| ----------------- | ------------------ | -------------- | ---------------- |
| Hawaje            | 16760              | 1121,0         | Honolulu         |
| Nowa Zelandia     | 268680             | 4510,3         | Wellington       |
| Wyspy Line        | 512                | 2,6            |                  |
| Wyspy Feniks      | 28                 | –              |                  |
| Wyspy Tokelau     | 10                 | 1,6            | Fakaofo          |
| Wyspy Tuvalu      | 25                 | 13             | Vaiaku           |
| Wyspy Samoa       | 3028               | 208            | Apia / Pago Pago |
| Wyspy Tonga       | 780                | 98,0           | Nukuʻalofa       |
| Wyspy Cooka       | 236                | 17,0           | Avarua           |
| Niue              | 259                | 2,0            | Alofi            |
| Wyspy Tubuai      | 164                | 6,3            |                  |
| Wyspy Towarzystwa | 1600               | 149,3          | Papeete          |
| Wyspy Tuamotu     | 885                | 11,0           |                  |
| Wyspy Gambiera    | 30                 | 0,6            | Rikitea          |
| Markizy           | 1300               | 8,6            | Taiohae          |
| Pitcairn          | 5                  | 0,048          | Adamstown        |
| Wyspa Wielkanocna | 163                | 2,0            | Hanga Roa        |
| Polinezja         | 294465             | 6188,1         |                  |

## Podział polityczny
Podział polityczny wysp Polinezji jest następujący:
- niezależne państwa: Kiribati (część wschodnia), Samoa, Tonga, Tuvalu
- posiadłości amerykańskie: Samoa Amerykańskie, Hawaje (amerykański stan)
- posiadłości brytyjskie: Pitcairn
- posiadłości francuskie: Polinezja Francuska, Walis i Futuna.
- posiadłości nowozelandzkie: Tokelau, Niue, Wyspy Cooka